# Metasfera
Metasfera - warstwa atmosfery ziemskiej rozciągająca się między termosferą, a protonosferą, na wys. ok. 500 - 1500 km. Procesy zachodzące w tej warstwie mają odmienny charakter od procesów zachodzących w niższych warstwach atmosfery ziemskiej, chociaż środowisko nie jest jeszcze w pełni zjonizowane. W badaniach metasfery dużą rolę odgrywają sztuczne satelity Ziemi. 